# Anna Lindh
Ylva Anna Maria Lindh (19. lipnja 1957. – 11. rujna 2003.) bila je švedska socijaldemokratska političarka i ministrica vanjskih poslova od 1998. do izvršenja atentata na nju 2003. godine. Atentat je izvršio Srbin Mijailo Mijailović.

## Životopis
Anna Lindh rođena je u Stockholmu a diplomira pravo na sveučilištu u Uppsali 1982. Član švedskog parlamenta od 1982. do 1985. a zatim i od 1998. za socijaldemokratsku stranku Švedske. Obnašala je i funkciju zamjenika gradonačelnika Stockholma u razdoblju od 1991. do 1994., a zatim je bila ministricom u ministarstvu zaštite okoliša od 1994. do 1998. godine. Bila je udata za Boa Holmberga, župana Södermanlanda, s kojim je imala dva sina, Davida i Filipa. Nasljednica je politike Görana Perssona koji je bio vođa socijaldemokrata i premijer Švedske. Agitirala je na referendumu 2003. za ulazak Švedske u eurozonu.

## Ubojstvo
Anna Lindh preminula je 11. rujna 2003. u Stockholmu od posljedica atentata koji je dan prije na nju izvršio srpski atentator Mijailo Mijailović.
Atentator ju je uboo bodežem u predjelu prsiju, trbuha i ruku. Pobjegao je s mjesta zločina ali kasnije je uhićen uz pomoć snimaka nadzornih kamera.
Anna Lindh je drugi švedski političar koji je ubijena u dvadeset godina, poslije premijera Olofa Palmea, koji je ubijen u atentatu 1986.

## Reakcije
Uživala je veliku popularnost u Švedskoj tako da je došlo do spontanog okupljanja naroda, povodom njene smrti, na jednom od najpopularnijih stockhomskih okupljališta, Sergels Torgu.
Poslije napada su obustavljenje sve euro kampanje s obje strane. Televizija je obustavila reklamiranja i aktivnosti vezane s njima.
Ipak premijer Göran Persson zajedno s drugim političkim strankama donosi odluku u švedskom parlamentu da ipak dođe do referenduma koji se trebao održati 14. rujna.
Jan O. Karlsson, tadašnji ministar ministarstva za migracije preuzeo je privremeno dužnost ministra vanjskih poslova.

## Vanjske poveznice
- Službene stranice zaklade Anne Lindh  Arhivirana inačica izvorne stranice od 22. lipnja 2013. (Wayback Machine)